# Rödgen (Gießen)
Rödgen ist ein Stadtteil der mittelhessischen Universitätsstadt Gießen.

## Geographie
Rödgen liegt 5,5 km nordöstlich Gießen im Busecker Tal. Im Ort treffen sich die Landesstraße 3126 und die Kreisstraße 31. Am nördlichen Ortsrand führt die Vogelsbergbahn vorbei.

## Geschichte

### Ortsgeschichte
Die älteste gesicherte schriftliche Erwähnung des Orts erfolgte unter dem Namen Rode im Jahr 1326 in einer hessischen Urkunde. Besiedelt wurde das Dorf sicherlich schon viel früher. Schon 1646 sind in Rödgen Juden nachweisbar.
Die Statistisch-topographisch-historische Beschreibung des Großherzogthums Hessen berichtet 1830 über das Busecker Tal:

„Busecker Thal (L. Bez. Giessen) Landstrich. Das Busecker Thal besteht aus 9 Orten: Altenbuseck, Großenbuseck, Albach, Beuern, Bersrod, Burkhardsfelden, Oppenrod, Reißkirchen und Rödchen, die zusammen 5675 Einwohner haben. – Die Vierer und Ganerben von Buseck kamen 1332 unter landgräfliche Gerichtsbarkeit. Sie haben aber niemals als Landsassen, sondern als unmittelbare Reichssassen angesehen seyn wollen. Im Jahr 1547 entstanden darüber große Streitigkeiten, und in dem 1576 erfolgten Vergleich erkannten zwar die Einwohner die landesfürstliche Hoheit des Landgrafen an, aber von dem Landgrafen wurde die Gerichtsbarkeit der von Buseck als ein unbestrittenes kaiserliches Lehen anerkannt. Neue Steitigkeiten veranlaßten 1706 den kaiserlichen Reichshofrath, den Vergleich aufzuheben, und das Busecker Thal für ein unmittelbares kaiserliches Lehen zu erklären, die Andersgesinnten mit 50 Mark löthigen Geldes als Strafe zu belegen, und die Aufrechthaltung dieses Beschlusses mehreren benachbarten Reichsständen zu übertragen. Hierauf wandte sich der Landgraf an die Reichsversammlung zu Regensburg, worauf 1725 dem Hause Hessen-Darmstadt die Geichtsbarkeit, nebst der Lehensherrlichkeit, als eine beständige kaiserliche Commission aufgetragen, und der Vergleich von 1576 bestätigt wurde. Im Jahr 1827 hat die Freiherrliche Familie von Buseck die ihr zustehende Patrimonialgerichtsbarkeit im Busecker Thal an den Staat abgetreten.“

sowie über Rödgen:

„Rödchen (L. Bez. Giessen) evangel. Pfarrdorf; liegt unfern der Wieseck, 1 St. von Giessen und gehört der Freiherrlichen Familie von Buseck. Der Ort hat 72 Häuser und 399 Einwohner, die außer 9 Juden evangelisch sind. Der Ackerbau ist im Flor und jährlich kann eine ziemliche Menge Früchte ausgeführt werden. – Der Ort hieß früher Rode und gehörte im 15. Jahrhundert zum Busecker Kirchengebiet.e Im Jahr 1827 hat die Familie von Buseck die ihr an diesem Orte zustehende Patrimonialgerichtsbarkeit an den Staat abgetreten.“

Hessische Gebietsreform (1970–1977)
Die bis dahin selbständige Gemeinde Rödgen wurde im Zuge der Gebietsreform in Hessen am 1. Oktober 1971 in die Stadt Gießen eingegliedert. Ebenfalls durch die Gebietsreform wurde die neue Stadt Lahn am 1. Januar 1977 aus den Städten Gießen und Wetzlar sowie mehreren Umlandgemeinden gegründet. Dies hatte zur Folge, dass Rödgen dem Stadtbezirk Gießen zugeordnet wurde und damit auch neuer Ortsteil der „Lahnstadt“ mit mehr als 156.000 Einwohnern wurde. Durch die am 1. August 1979 erfolgte Wiederauflösung der Stadt Lahn kam es zum erneuten Anschluss an die Stadt Gießen. Für die Stadtteile Gießen-Allendorf, Gießen-Kleinlinden, Gießen-Lützellinden, Gießen-Rödgen und Gießen-Wieseck werden Ortsbezirke mit Ortsbeirat und Ortsvorsteher nach der Hessischen Gemeindeordnung gebildet.

### Verwaltungsgeschichte im Überblick
Die folgende Liste zeigt die Staaten und Verwaltungseinheiten, denen Rödgen angehört(e):
- 1508 und später: Heiliges Römisches Reich, Gericht Busecker Tal (Ganerbschaft des „Busecker Tals“ der Freiherren zu Buseck)
- vor 1567: Heiliges Römisches Reich, Landgrafschaft Hessen, Gericht Busecker Tal (die gerichtlichen Auseinandersetzungen um die Landeshoheit endeten erst 1726)
- ab 1567: Heiliges Römisches Reich, Landgrafschaft Hessen-Marburg, Gericht Busecker Tal
- 1604–1648: Heiliges Römisches Reich, strittig zwischen Landgrafschaft Hessen-Darmstadt und Landgrafschaft Hessen-Kassel (Hessenkrieg)
- ab 1604: Heiliges Römisches Reich, Landgrafschaft Hessen-Darmstadt, Oberfürstentum Hessen, Oberamt Gießen (ab 1789), Gericht Busecker Tal
- ab 1806: Großherzogtum Hessen,[Anm. 2] Fürstentum Oberhessen, Landamt Gießen, Gericht Busecker Tal[10][11]
- ab 1815: Großherzogtum Hessen[Anm. 3], Provinz Oberhessen, Landamt Gießen, Gericht Busecker Tal[12]
- ab 1821: Großherzogtum Hessen, Provinz Oberhessen, Landratsbezirk Gießen[Anm. 4]
- ab 1832: Großherzogtum Hessen, Provinz Oberhessen, Kreis Grünberg
- ab 1837: Großherzogtum Hessen, Provinz Oberhessen, Kreis Gießen
- ab 1848: Großherzogtum Hessen, Regierungsbezirk Gießen
- ab 1852: Großherzogtum Hessen, Provinz Oberhessen, Kreis Gießen
- ab 1867: Norddeutscher Bund[Anm. 5], Großherzogtum Hessen, Provinz Oberhessen, Kreis Gießen
- ab 1871: Deutsches Reich, Großherzogtum Hessen, Provinz Oberhessen, Kreis Gießen
- ab 1918: Deutsches Reich (Weimarer Republik), Volksstaat Hessen, Provinz Oberhessen, Kreis Gießen
- ab 1938: Deutsches Reich, Volksstaat Hessen, Landkreis Gießen[13][Anm. 6]
- ab 1945: Amerikanische Besatzungszone,[Anm. 7] Groß-Hessen, Regierungsbezirk Darmstadt, Landkreis Gießen
- ab 1946: Amerikanische Besatzungszone, Hessen, Regierungsbezirk Darmstadt, Landkreis Gießen
- ab 1949: Bundesrepublik Deutschland, Hessen, Regierungsbezirk Darmstadt, Landkreis Gießen
- ab 1971: Bundesrepublik Deutschland, Land Hessen, Regierungsbezirk Darmstadt, Stadt Gießen[Anm. 8]
- ab 1977: Bundesrepublik Deutschland, Land Hessen, Regierungsbezirk Darmstadt, Lahn-Dill-Kreis, Stadt Lahn[Anm. 9]
- ab 1979: Bundesrepublik Deutschland, Land Hessen, Regierungsbezirk Darmstadt, Landkreis Gießen, Stadt Gießen[Anm. 10]
- ab 1981: Bundesrepublik Deutschland, Land Hessen, Regierungsbezirk Gießen, Landkreis Gießen; Stadt Gießen

### Gerichte seit 1803
In der Landgrafschaft Hessen-Darmstadt wurde mit Ausführungsverordnung vom 9. Dezember 1803 das Gerichtswesen neu organisiert. Für die Provinz Oberhessen wurde das „Hofgericht Gießen“ eingerichtet. Es war für normale bürgerliche Streitsachen Gericht der zweiten Instanz, für standesherrliche Familienrechtssachen und Kriminalfälle die erste Instanz. Die Rechtsprechung der ersten Instanz wurde durch die Ämter bzw. Standesherren vorgenommen und somit war für Rödgen das „Patrimonialgericht der Freiherren zu Buseck“ in Großen-Buseck zuständig. Nach der Gründung des Großherzogtums Hessen 1806 wurden die Aufgaben der ersten Instanz 1821 im Rahmen der Trennung von Rechtsprechung und Verwaltung auf die neu geschaffenen Land- bzw. Stadtgerichte übertragen, aber erst ab 1827 wurde die Patrimonialgerichtsbarkeit durch das „Landgericht Gießen“ im Namen der Freiherren ausgeübt. Infolge der Märzrevolution 1848 wurden mit dem „Gesetz über die Verhältnisse der Standesherren und adeligen Gerichtsherren“ vom 15. April 1848 die standesherrlichen Sonderrechte endgültig aufgehoben.
Anlässlich der Einführung des Gerichtsverfassungsgesetzes am 1. Oktober 1879 wurden die bisherigen Land- und Stadtgerichte im Großherzogtum Hessen aufgehoben und durch Amtsgerichte an gleicher Stelle ersetzt, ebenso verfuhr man mit den als Obergerichten fungierenden Hofgerichten, deren Funktion nun die neu errichteten Landgerichte übernahmen. Die Bezirke des Stadt- und des Landgerichts Gießen wurden zusammengelegt und bildeten nun zusammen mit den vorher zum Landgericht Grünberg gehörigen Orten Allertshausen und Climbach den Bezirk des neu geschaffenen Amtsgerichts Gießen, welches seitdem zum Bezirk des als Obergericht neu errichteten Landgerichts Gießen gehört. Zwischen dem 1. Januar 1977 und  1. August 1979 trug das Gericht den Namen „Amtsgericht Lahn-Gießen“ der mit der Auflösung der Stadt Lahn wieder in „Amtsgericht Gießen“ umbenannt wurde.

## Bevölkerung

### Einwohnerstruktur 2011
Nach den Erhebungen des Zensus 2011 lebten am Stichtag dem 9. Mai 2011 in Rödgen 1890 Einwohner. Darunter waren 96 (5,1 %) Ausländer. Nach dem Lebensalter waren 303 Einwohner unter 18 Jahren, 810 zwischen 18 und 49, 393 zwischen 50 und 64 und 384 Einwohner waren älter. Die Einwohner lebten in 903 Haushalten. Davon waren 312 Singlehaushalte, 270 Paare ohne Kinder und 204 Paare mit Kindern, sowie 84 Alleinerziehende und 33 Wohngemeinschaften. In 180 Haushalten lebten ausschließlich Senioren und in 324 Haushaltungen lebten keine Senioren.

### Einwohnerentwicklung
| • 1577: | 22 Hausgesesse                                                                        |
| • 1630: | 1 dreispännige, 9 zweispännige, 3 ein-spänn. Ackerleute, 31 Witwen, 9 Vormundschaften |
| • 1669: | 152 Seelen                                                                            |
| • 1742: | 2 Geistl./Beamte, 47 Untertanen, 6 Junge Mannschaften, 1 Beisasse/Jude                |
| • 1806: | 300 Einwohner, 59 Häuser                                                              |
| • 1829: | 399 Einwohner, 72 Häuser                                                              |
| • 1867: | 528 Einwohner, 86 Häuser                                                              |

| Rödgen: Einwohnerzahlen von 1800 bis 2019 | Rödgen: Einwohnerzahlen von 1800 bis 2019 | Rödgen: Einwohnerzahlen von 1800 bis 2019 | Rödgen: Einwohnerzahlen von 1800 bis 2019 | Rödgen: Einwohnerzahlen von 1800 bis 2019 |
| --- | ----------------------------------------- | ----------------------------------------- | ----------------------------------------- | ----------------------------------------- |
| Jahr |                                           |                                           |                                           | Einwohner                                 |
| 1800 | 1800                                      |                                           | 268                                       | 268                                       |
| 1806 | 1806                                      |                                           | 300                                       | 300                                       |
| 1829 | 1829                                      |                                           | 399                                       | 399                                       |
| 1834 | 1834                                      |                                           | 419                                       | 419                                       |
| 1840 | 1840                                      |                                           | 463                                       | 463                                       |
| 1846 | 1846                                      |                                           | 554                                       | 554                                       |
| 1852 | 1852                                      |                                           | 619                                       | 619                                       |
| 1858 | 1858                                      |                                           | 615                                       | 615                                       |
| 1864 | 1864                                      |                                           | 518                                       | 518                                       |
| 1871 | 1871                                      |                                           | 577                                       | 577                                       |
| 1875 | 1875                                      |                                           | 590                                       | 590                                       |
| 1885 | 1885                                      |                                           | 617                                       | 617                                       |
| 1895 | 1895                                      |                                           | 648                                       | 648                                       |
| 1905 | 1905                                      |                                           | 694                                       | 694                                       |
| 1910 | 1910                                      |                                           | 724                                       | 724                                       |
| 1925 | 1925                                      |                                           | 735                                       | 735                                       |
| 1939 | 1939                                      |                                           | 839                                       | 839                                       |
| 1946 | 1946                                      |                                           | 1.190                                     | 1.190                                     |
| 1950 | 1950                                      |                                           | 1.243                                     | 1.243                                     |
| 1956 | 1956                                      |                                           | 1.269                                     | 1.269                                     |
| 1961 | 1961                                      |                                           | 1.371                                     | 1.371                                     |
| 1967 | 1967                                      |                                           | 1.482                                     | 1.482                                     |
| 1980 | 1980                                      |                                           | ?                                         | ?                                         |
| 1990 | 1990                                      |                                           | ?                                         | ?                                         |
| 2002 | 2002                                      |                                           | 2.004                                     | 2.004                                     |
| 2006 | 2006                                      |                                           | 1.957                                     | 1.957                                     |
| 2009 | 2009                                      |                                           | 1.910                                     | 1.910                                     |
| 2011 | 2011                                      |                                           | 1.890                                     | 1.890                                     |
| 2014 | 2014                                      |                                           | 1.874                                     | 1.874                                     |
| 2017 | 2017                                      |                                           | 1.953                                     | 1.953                                     |
| 2019 | 2019                                      |                                           | 1.907                                     | 1.907                                     |
| Datenquelle: Historisches Gemeindeverzeichnis für Hessen: Die Bevölkerung der Gemeinden 1834 bis 1967. Wiesbaden: Hessisches Statistisches Landesamt, 1968. Weitere Quellen: LAGIS; Stadt Gießen; Zensus 2011 |                                           |                                           |                                           |                                           |

### Historische Religionszugehörigkeit
| • 1830: | 390 evangelische, 9 jüdische Einwohner       |
| • 1961: | 1083 evangelische, 262 katholische Einwohner |

### Historische Erwerbstätigkeit
| • 1961: | Erwerbspersonen: 137 Land- und Forstwirtschaft, 289 Prod. Gewerbe, 102 Handel, Verkehr und Nachrichtenübermittlung, 148 Dienstleistungen und Sonstiges. |

## Politik
Für Rödgen besteht ein Ortsbezirk (Gebiete der ehemaligen Gemeinde Rödgen) mit Ortsbeirat und Ortsvorsteher nach der Hessischen Gemeindeordnung. Der Ortsbeirat besteht aus neun Mitgliedern.
Bei der Wahl zum Ortsbeirat 2021 ergab sich folgende Sitzverteilung:
| Parteien und Wählergemeinschaften | Parteien und Wählergemeinschaften           | Anteil in % | Sitze |
| CDU                               | Christlich Demokratische Union Deutschlands | 11,54       | 1     |
| GRÜNE                             | Bündnis 90/Die Grünen                       | 9,89        | 1     |
| SPD                               | Sozialdemokratische Partei Deutschlands     | 14,18       | 1     |
| FW                                | Freie Wähler                                | 31,63       | 3     |
| RGG                               | Rödgen gemeinsam gestalten                  | 32,76       | 3     |
| gesamt                            | gesamt                                      | 100,0       | 9     |

Ortsvorsteherin ist Elke Victor (FW).

## Sehenswürdigkeiten
Naturdenkmäler
- Alte Eiche bei Rödgen mit einem Brusthöhenumfang von 6,23 m (2014).[23]

## Erstaufnahmeeinrichtung des Landes Hessen
Auf dem Gelände des ehemaligen US-Depots in der Rödgener Straße befindet sich die Erstaufnahmeeinrichtung des Landes Hessen. Diese ist für die Aufnahme von Geflüchteten zuständig.